# Armoriale dei cantoni svizzeri
Questa pagina contiene le armi (stemmi e blasonature) dei cantoni svizzeri. 
|  | Confederazione Svizzera (FR) de gueules, à la croix alésée d'argent (IT) di rosso, alla croce scorciata d'argento |

## Cantoni svizzeri
| Posizione                               | Bandiera | Nome del cantone e blasonatura | Stemma |
| Posizione del canton Appenzello Esterno |          | Appenzello Esterno (FR) d'argent, à l'ours de sable, armé, lampassé et vilené de gueules, entre un "V" et un "R" du deuxième (IT) d'argento, all'orso di nero, armato, lampassato e immaschito di rosso, tra le lettere capitali "V" ed "R" del secondo |        |
| Posizione del canton Appenzello Interno |          | Appenzello Interno (FR) d'argent, à l'ours de sable, armé, lampassé et vilené de gueules (IT) d'argento, all'orso di nero, armato, lampassato e immaschito di rosso |        |
| Posizione del canton Argovia            |          | Argovia (FR) parti en 1, de sable, à la rivière, formée de trois fasces ondées d'argent, et en 2, d'azur, à trois étoiles d'argent, regroupées en cœur (IT) partito: nel primo, di nero, al fiume formato da tre fasce ondate d'argento; nel secondo, d'azzurro, a tre stelle d'argento, riunite in cuore |        |
| Posizione del canton Basilea Campagna   |          | Basilea Campagna (FR) d'argent, à la crosse stylisée contournée de gueules (IT) d'argento, al pastorale stilizzato rivoltato di rosso |        |
| Posizione del canton Basilea Città      |          | Basilea Città (FR) d'argent, à la crosse stylisée de sable (IT) d'argento, al pastorale stilizzato di nero |        |
| Posizione del canton Berna              |          | Berna (FR) de gueules, à la bande élargie d'or, chargée d'un ours de sable, armé, vilené et allumé de gueules (IT) di rosso, alla banda allargata d'oro, caricata di un orso di nero, armato, immaschito e allumato di rosso |        |
| Posizione del canton Friburgo           |          | Friburgo (FR) coupé de sable et d'argent (IT) troncato di nero e d'argento |        |
| Posizione del canton Ginevra            |          | Ginevra (FR) mi-parti, en 1, d'or, à l'aigle bicéphale de sable, armée, languée et couronnée de gueules, et en 2, de gueules, à la clé d'or, posée en pal (IT) partito: nel primo, d'oro, all'aquila bicipite di nero, armata, lampassata e coronata di rosso, uscente dalla partizione; nel secondo, di rosso, alla chiave d'oro, posta in palo                                                                                   |        |
| Posizione del canton Glarona            |          | Glarona (FR) de gueules, à Saint-Fridolin au naturel (IT) di rosso, al San Fridolino al naturale |        |
| Posizione del canton Grigioni           |          | Grigioni (FR) coupé, en 1, parti en 1, parti de sable et d'argent et en 2, écartelé d'azur et d'or, à la croix de l'un-en-l'autre ; en 2, d'argent, au bouquetin saillant de sable, lampassé de gueules (IT) Semipartito, troncato: nel primo, partito, di nero e d'argento; nel secondo, inquartato d'azzurro e d'oro, alla croce dell'uno nell'altro; nel terzo, d'argento, allo stambecco saliente di nero, lampassato di rosso |        |
| Posizione del canton Giura              |          | Giura (FR) parti en 1, d'argent, à la crosse stylisée de gueules, et en 2, de gueules, à trois fasces d'argent ( (IT) partito: nel primo, d'argento al pastorale stilizzato di rosso; nel secondo, di rosso, a tre fasce d'argento |        |
| Posizione del canton Lucerna            |          | Lucerna (FR) parti d'azur et d'argent (coupé d'argent et d'azur) (IT) partito d'azzurro e d'argento (troncato d’argento e d’azzurro) |        |
| Posizione del canton Neuchâtel          |          | Neuchâtel (FR) tiercé en pal de sinople, d'argent et de gueules, le gueules, chargé en chef d'une croisette du deuxième (IT) interzato in palo di verde, d'argento e di rosso, il rosso caricato nel capo da una crocetta del secondo |        |
| Posizione del canton Nidvaldo           |          | Nidvaldo (FR) de gueules, à la clé d'argent, au double panneton, posée en pal (IT) di rosso, alla chiave d'argento, col doppio congegno, posta in palo |        |
| Posizione del canton Obvaldo            |          | Obvaldo (FR) coupé de gueules et d'argent, à la clé, de l'un en l'autre, posée en pal (IT) troncato di rosso e d'argento, alla chiave dell'uno all'altro posta in palo |        |
| Posizione del canton San Gallo          |          | San Gallo (FR) de sinople, au faisceau de licteur d'argent, lié du champ (IT) di verde, al fascio littorio d'argento, legato del campo |        |
| Posizione del canton Sciaffusa          |          | Sciaffusa (FR) d'or, au bélier saillant de sable, lampassé de gueules, couronné, onglé, accorné et vilené du champ (IT) d'oro, all'ariete saliente di nero, lampassato di rosso, coronato, unghiato, cornato e immaschito del campo |        |
| Posizione del canton Svitto             |          | Svitto (FR) de gueules, à la croisette d'argent, au franc-quartier sénestre (IT) di rosso, alla crocetta d'argento nel quartier franco sinistro |        |
| Posizione del canton Soletta            |          | Soletta (FR) coupé de gueules et d'argent (IT) troncato di rosso e d'argento |        |
| Posizione del canton Ticino             |          | Ticino (FR) parti de gueules et d'azur (coupé de gueules et d'azur) (IT) partito di rosso e d'azzurro (troncato di rosso e di azzurro) |        |
| Posizione del canton Turgovia           |          | Turgovia (FR) tranché d'argent et de sinople, à deux lions léopardés d'or, armés, lampassés et vilenés de gueules, posés dans le sens du tranché ( (IT) trinciato d'argento e di verde, a due leoni leoparditi d'oro, armati, lampassati e immaschiti di rosso, posti nel senso del trinciato |        |
| Posizione del canton Uri                |          | Uri (FR) d'or, au rencontre de bœuf de sable, allumé d'argent, bouclé et langué de gueules (IT) d'oro, al riscontro di bove di nero, allumato d'argento, anellato e lampassato di rosso |        |
| Posizione del canton Vallese            |          | Vallese (FR) parti d'argent et de gueules, à treize étoiles, posées en trois pals 4, 5 et 4, de l'un en l'autre (IT) partito d'argento e di rosso, a tredici stelle, poste in tre pali 4, 5 e 4, dell'uno nell'altro |        |
| Posizione del canton Vaud               |          | Vaud (FR) coupé d'argent et de sinople, l'argent chargé des mots "LIBERTÉ ET PATRIE" (IT) troncato d'argento e di verde, l'argento caricato dal motto a caratteri capitali d'oro: "LIBERTÉ ET PATRIE" |        |
| Posizione del canton Zugo               |          | Zugo (FR) d'argent, à la fasce d'azur (IT) d'argento alla fascia d'azzurro |        |
| Posizione del canton Zurigo             |          | Zurigo (FR) tranché d'argent et d'azur (IT) trinciato d'argento e d'azzurro |        |